# Oxyrhachis serrata
Oxyrhachis serrata är en insektsart som beskrevs av S. Ahmad och Abrar 1974. Oxyrhachis serrata ingår i släktet Oxyrhachis och familjen hornstritar. Inga underarter finns listade i Catalogue of Life.